# グランドワールド・フーコック

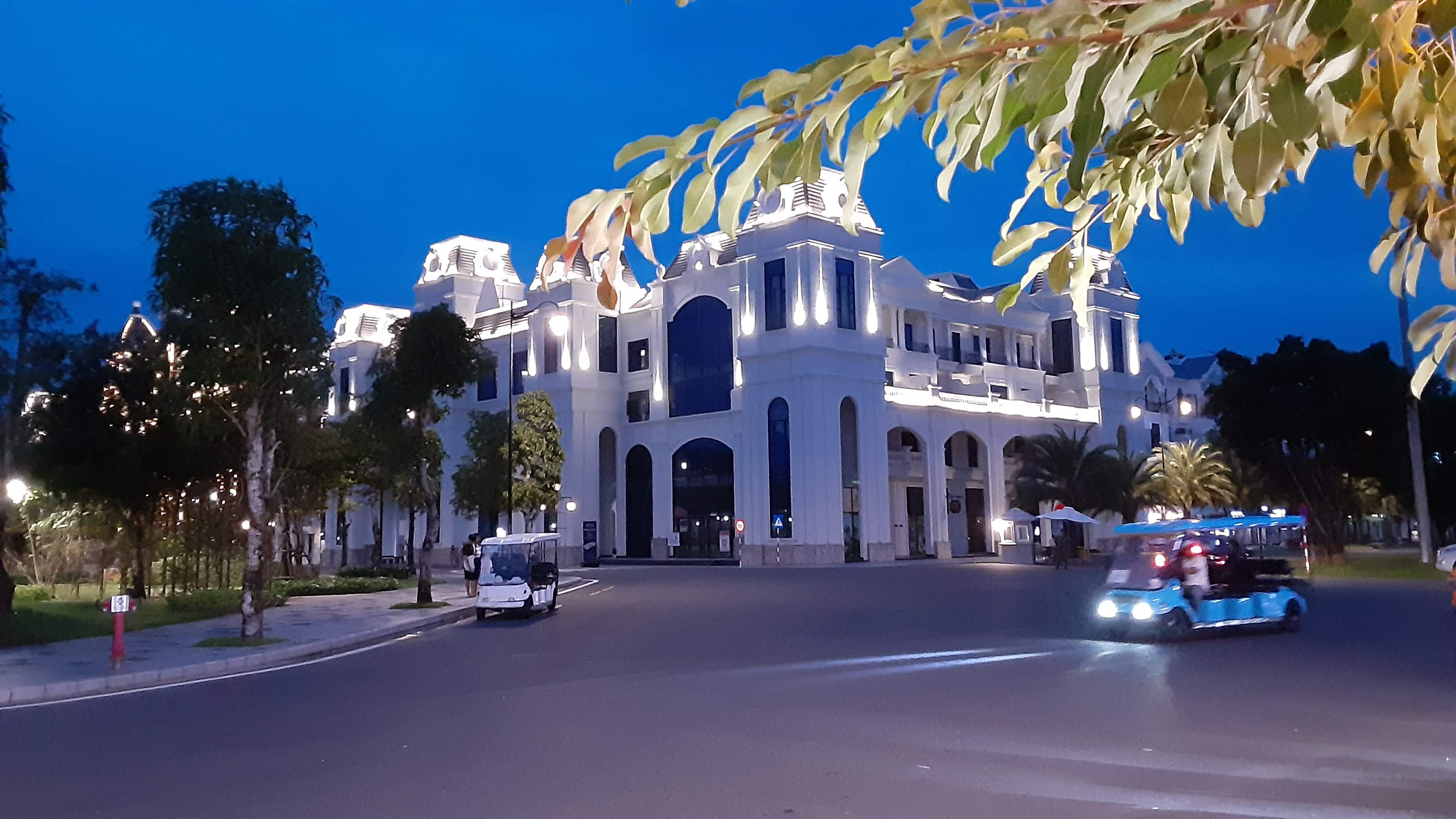
グランドワールド・フーコックはベトナムの複合企業「ビングループによる経営で2021年4月に開業。24時間営業。

グランドワールド・フーコック（Grand World Phú Quốc）は、ベトナムのフーコック島に2021年4月に開業した、総面積は85haのテーマパーク、カジノも併設する大型リゾート・娯楽・複合商業施設。24時間営業・入場無料で眠らない街を標榜する。

## 概要
不動産や教育事業を手がけるベトナムの複合企業「ビングループ」が、2021年4月21日にフーコック島北部に開業した、24時間営業のテーマパークで、カジノも併設する。リゾート系ホテルが建ち並ぶロングビーチ(Bai Dai)に位置し、総面積は85ha、建ぺい率19.68％で、屋外公園や遊歩道、湖、人工河川、レストラン、バーなどの公共スペースのほか、床面積70-120m2の計979店舗が入居する3つのショッピングエリア、3-5つ星のコンドテル(コンドミニアム＋ホテル)、5つ星ホテル2軒、4つ星ホテル5軒、3つ星ホテル5軒などがある。先だって開業した「リゾート＆カジノ・コロナ・フーコック」(Resort & Casino Corona Phu Quoc)は、国内で初めてベトナム人の入場が認められるカジノとなった。タイや周辺諸国に対抗できる外国人観光客誘致の切り札として期待され、ベトナム政府は、2021年11月にはワクチン接種済みの外国人観光客を対象に、新型コロナ対策の隔離なしでフーコック島への訪問を認める方針を示した。フーコック島はもともとは漁民の島で、生春巻きのつけだれなどベトナム料理には欠かせない小魚を塩漬けにして発酵させた魚醤（ニョクマム）を名産物とし、手つかずの熱帯林や美しい海岸線が残る「ベトナム最後の秘境」と呼ばれていたが、2010年代後半からは開発が加速し、外国人向けのリゾート地に姿を変えた。ベトナム政府が経済特区として開発を進め、2021年3月からは郡から市に行政区分が変更されたが、孤島が市に格上げされたベトナム初の例となった。
フーコック島自体は、2010年代後半からは国際便が増加し、2018年からは海を渡る世界最長のロープウェイの運行が開始され、海外から新たな観光地として注目を浴び始めた。

## 施設

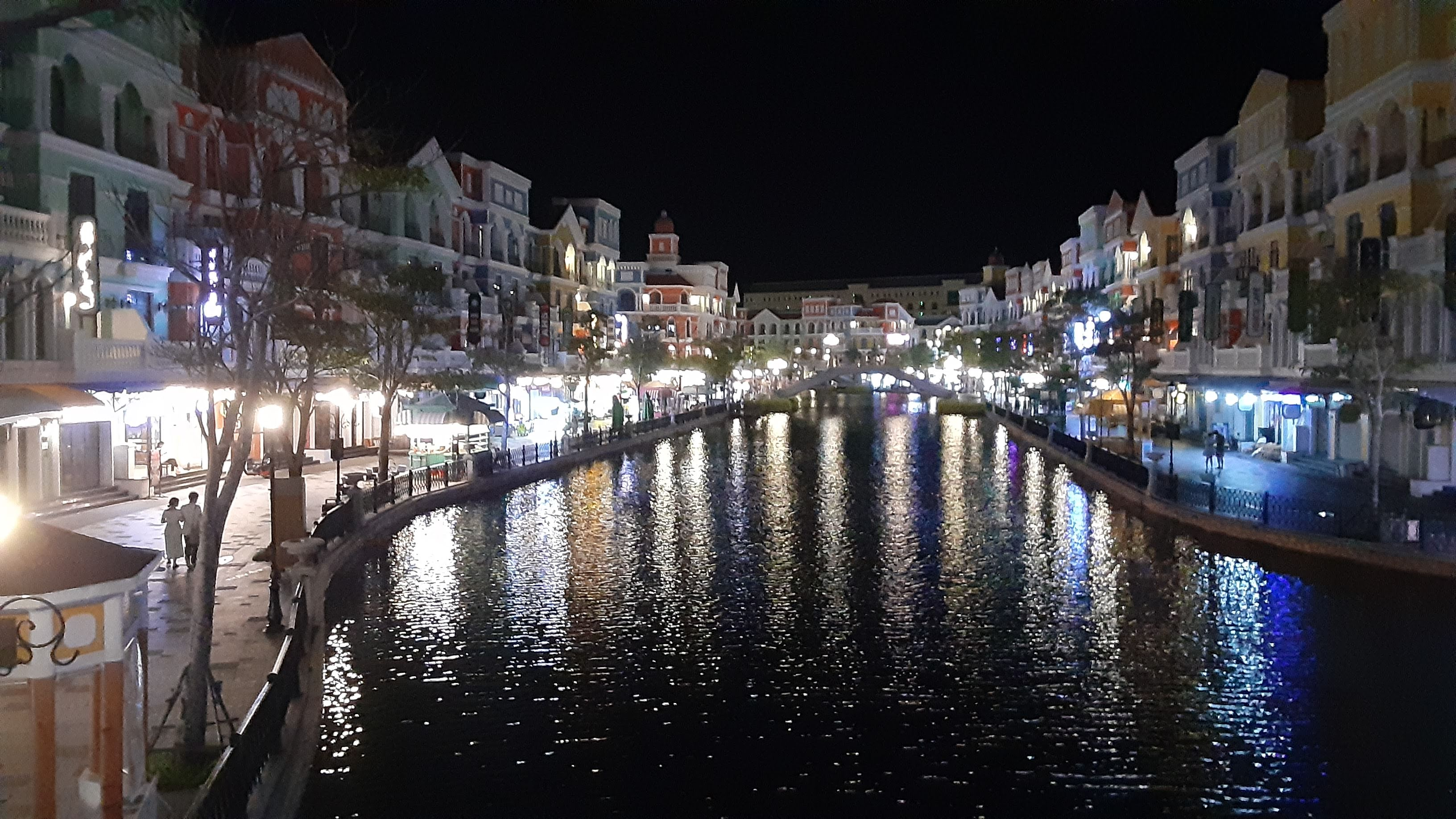
]総面積は85haで東京ディズニーランドの51万mの約1.5倍。建ぺい率19.68％

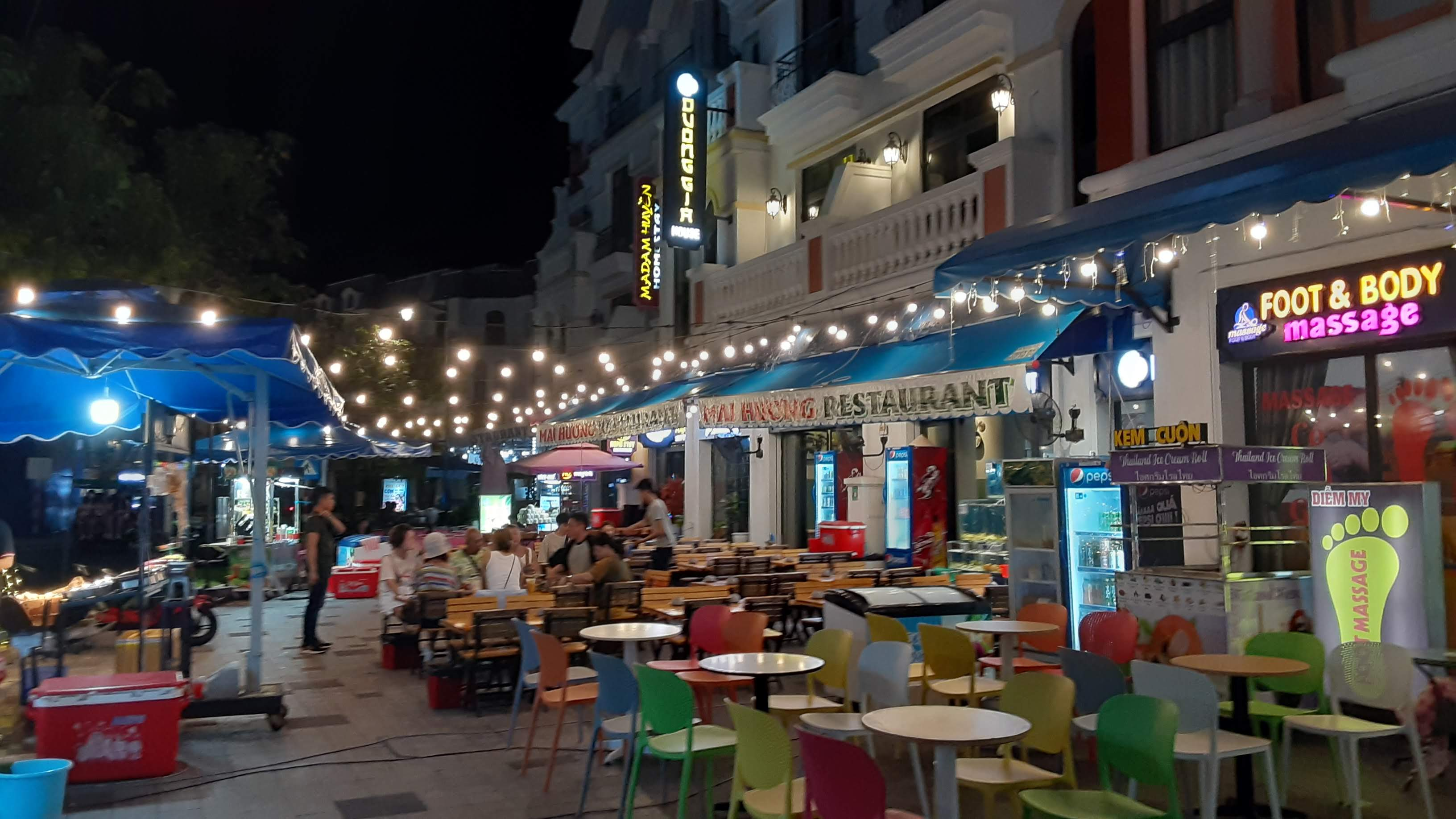
レストラン街

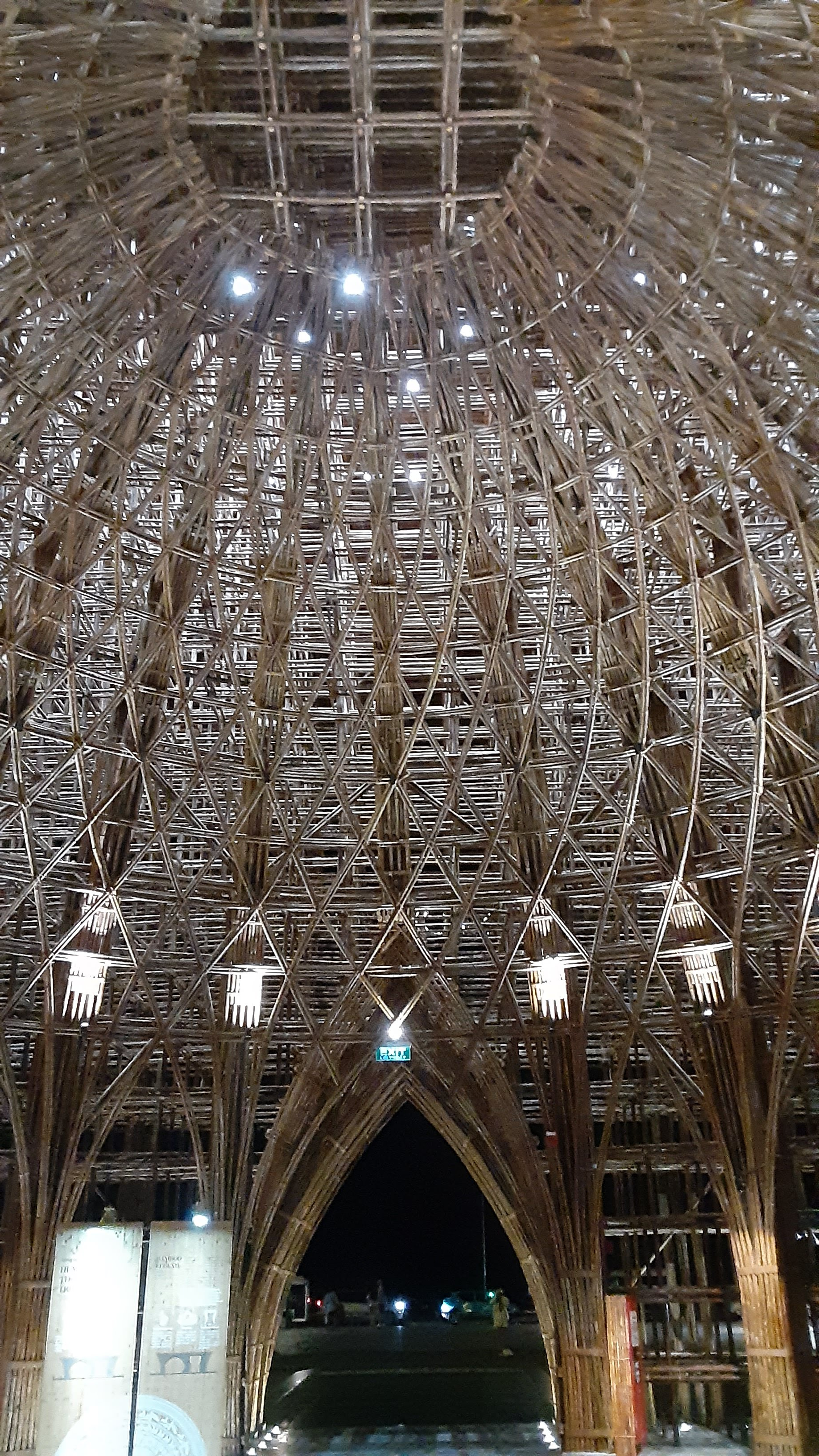
正面入り口で、竹だけで組み上げられたゲートでウェルカムセンターのBamboo Regend

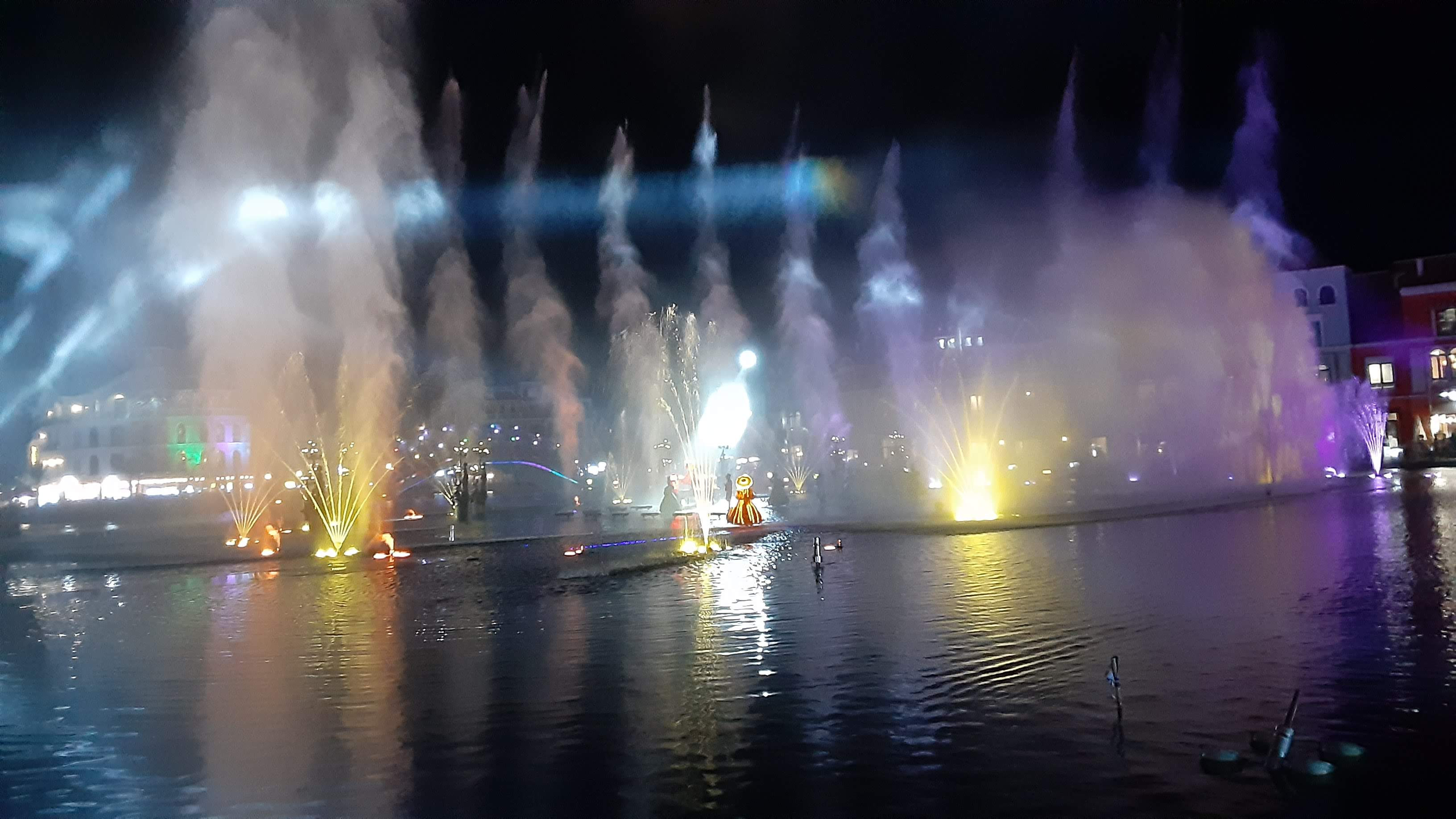
ウォーターショー

総面積 851,096m2、総建築面積 167.475m2建ぺい率19.68％

### ショッピング街
上海、インドシナ、マヨルカ島をイメージした街が人工河川を挟んで建ち並ぶ。店舗数は979。

### リゾートマンション
12棟約10,000戸。5つ星。最大8階建て。面積25-54㎡

### ブティックホテル
面積は162-482㎡で、ほとんどが200㎡。8階建て。着工は2020年2月、開業・運営は2021年2月21日。

### Bamboo Regend
正面入り口となり、竹だけで組み上げられたゲートでウェルカムセンター。ベトナムを代表する建築デザイナーヴォ・チョン・ギア・アーキテクツ（Vo Trong Nghia）による設計で、タイニン省の竹が3万2千本使用される。夜間はライトアップされる。竹のトラスや藁葺き屋根などのベトナムの伝統的な建築技術を取り入れ、「自然や風土に現代的な素材や手法、デザインを融合させた『グリーン・アーキテクチャ』の創造」というビジョンを掲げる。建築スタジオゲート周辺には様々なモニュメントが置かれる公園となっている。

### ウォーターショー
グランドワールド中央の池で毎日21:30から30分間行われる水上ショー。静謐な開始から約15分後には大きな盛り上がりも見せ、火炎や噴水が上がり、観客は水浸しになることがある。鑑賞は無料。

### ナイトマーケット
池から海に向かう方向にあり、海鮮料理の屋台が深夜まで営業する。